# Елизаветовское сельское поселение (Воронежская область)
Елизаветовское се́льское поселе́ние — муниципальное образование в Павловском районе Воронежской области Российской Федерации.
Административный центр — село Елизаветовка.

## История
Статус и границы сельского поселения установлены Законом Воронежской области от 15 октября 2004 года № 63-ОЗ «Об установлении границ, наделении соответствующим статусом, определении административных центров отдельных муниципальных образований Воронежской области».

## Население
| 2005  | 2006  | 2007  | 2008  | 2009  | 2010  | 2012  |
| ----- | ----- | ----- | ----- | ----- | ----- | ----- |
| 1786  | ↗1796 | ↗1840 | ↗1864 | →1864 | ↗2028 | ↘1995 |
| 2013  | 2014  | 2015  | 2016  | 2017  | 2018  |       |
| ↗2038 | ↘2024 | ↗2035 | ↗2079 | ↘2045 | ↘2027 |       |

## Состав сельского поселения
| № | Населённый пункт | Тип населённого пункта       | Население |
| - | ---------------- | ---------------------------- | --------- |
| 1 | Гаврильские Сады | село                         | ↗275      |
| 2 | Елизаветовка     | село, административный центр | ↗1669     |
| 3 | Княжево          | село                         | →12       |
| 4 | Преображенка     | село                         | ↘72       |